# Мир Аман
Мир Аман Дихлави (урду میر امن دہلوی‎; 1748—1806) — писатель конца XVIII — начала XIX века, автор перевода на урду «Bāḡh o Bahar» («Сад и весна»), переложения «Сказки о четырёх дервишах», сотрудник колледжа Форт-Уильяма в Калькутте.

## Биография
Он родился в Дели, в семье офицера. Известно, что его предки служили при дворе Великих Моголов в XVI веке и позднее. В конце XVIII века покинул Дели (по его собственным словам по причине того, что нападки афганцев и восстания в Северной Индии привели его семью к экономическому кризису) и отправился работать. Он занимал должность воспитателя в мусульманской аристократической семье, а с 1801 года работал в колледже Калькутты, которым управляла британская компания. Он был преподаватели хиндустани с окладом в 40 рупий. В это время целью британцев в Индии являлось создание литературы на языке, близком к разговорному, поэтому в колледж были приглашены преподаватели и литераторы, свободно пишущие на новоиндийских языках. Основная работа его — перевод труда Амира Хосрова Дехлеви, поэта XIII—XIV века, писавшего на персидском и хинди. Перевод был закончен в 1802 году. В 1804 Мир Аман перевёл произведение «Сокровищница добродетели», не получившее такую известность, как «Сад и весна». Мир Аман также писал стихи, публикуясь под псевдонимом Лутф..

### «Сад и весна»
По просьбе Джона Бортвика Гилкриста, Мир Аман выполнил литературное переложение «Kissah i Chahār Darvesh» «Сказки о четырёх дервишах», который и по сей день считается наиболее классическим вариантом перевода на урду. В XIX веке перевод Мира широко использовали для переводов произведения на английский язык. Фактически Мир Аман установил каноны для художественной прозы на урду.
Сказки о четырёх дервишах похожи на сказки Тысячи и одной ночи, но короче. Они написаны увлекательно, возвышенным языком того времени. Перевод Мира отличается использованием уникальных местных слов при сохранении общей гармонии и простоты, автор также создаёт неологизмы, которые встречаются только в этом произведении. Структура сказок включает пять основных историй с небольшими новеллами в каждой из них — это традиционная композиция, в которой каждая часть выступает отдельной законченной историей. Четыре главных героя — три принца и сын торговца отвернулись от мира и разочарованы в любви. Все они рассказывают истории о различных людях, терпевших неудачи. Истории отлично иллюстрируют образ жизни тогдашнего общества, полны фольклора. Фактически, автор творчески использовал традиционный сюжет и переложил его понятным языком, близким к народному, не вдаваясь в привычные для писателей того времени украшения текста при помощи персидского.
Первое издание вышло в Калькутте в 1804 году, 2-е издание, Калькутта, 1813 г, 3-е издание, Калькутта 1824 г. Английский перевод принадлежит Дункану Форбсу, издано в 1846, в Лондоне. И на урду, и на английском книга выдержала множество переизданий.
Русский перевод отрывка из первой части произведения помещён в «Восточном сборнике», М., 1924.

### Авторство «Сказок о четырёх дервишах»
Несмотря на то, что принято считать это произведение созданным Амиром Хосрвом Дехлеви, ряд экспертов полагает, что роман создан существенно позже, вероятно в XVII веке. В конце XVIII века его впервые перевёл Мир Мухаммад Хусейн Ата-Хан (Тахсин), однако его перевод, "облагороженный" высоким персидским, был написан неудобочитаемым, искусственным языком и признания не получил. Перевод Амана Мира, таким образом, стал вторым. Учитывая творческую переработку и использование образных авторских выражений, изменение структуры романа (по сравнению с переводов Тахсина), работа Амана Мира стала оригинальной и послужила основой для будущих переложений этой истории индоязычными авторами.